# Равновесие на Наш
В теория на игрите равновесието на Наш е концепция за решението на игра, включваща двама или повече играчи, при което всеки от играчите знае равновесните стратегии на другите играчи и никой от играчите не може да спечели преднина, ако промени едностранно само собствената си стратегия. Решението носи името на американския математик Джон Нaш, който първи го идентифицира като важна постановка в теория на игрите.
Накратко, А и Б се намират в равновесие на Нaш ако А следва най-благоприятната за себе си стратегия, предугаждайки действията на Б, а Б следва най-благоприятната за себе си стратегия, предугаждайки действията на А. Често до равновесие на Наш достигат компаниите, които се конкурират активно на свободен от картели и монополи пазар.
Обаче равновесието на Наш не води непременно до най-благоприятен изход за всички участници в играта. Класически пример за субоптимален изход при равновесие на Наш е дилемата на затворника. В много случаи играчите биха могли да подобрят изхода от играта за себе си, ако се координират и споразумеят да следват стратегия, различна от равновесието на Наш. Например конкуриращи се фирми могат да формират картел, за да увеличат печалбите си.